# Alte Kirche (Jokkmokk)

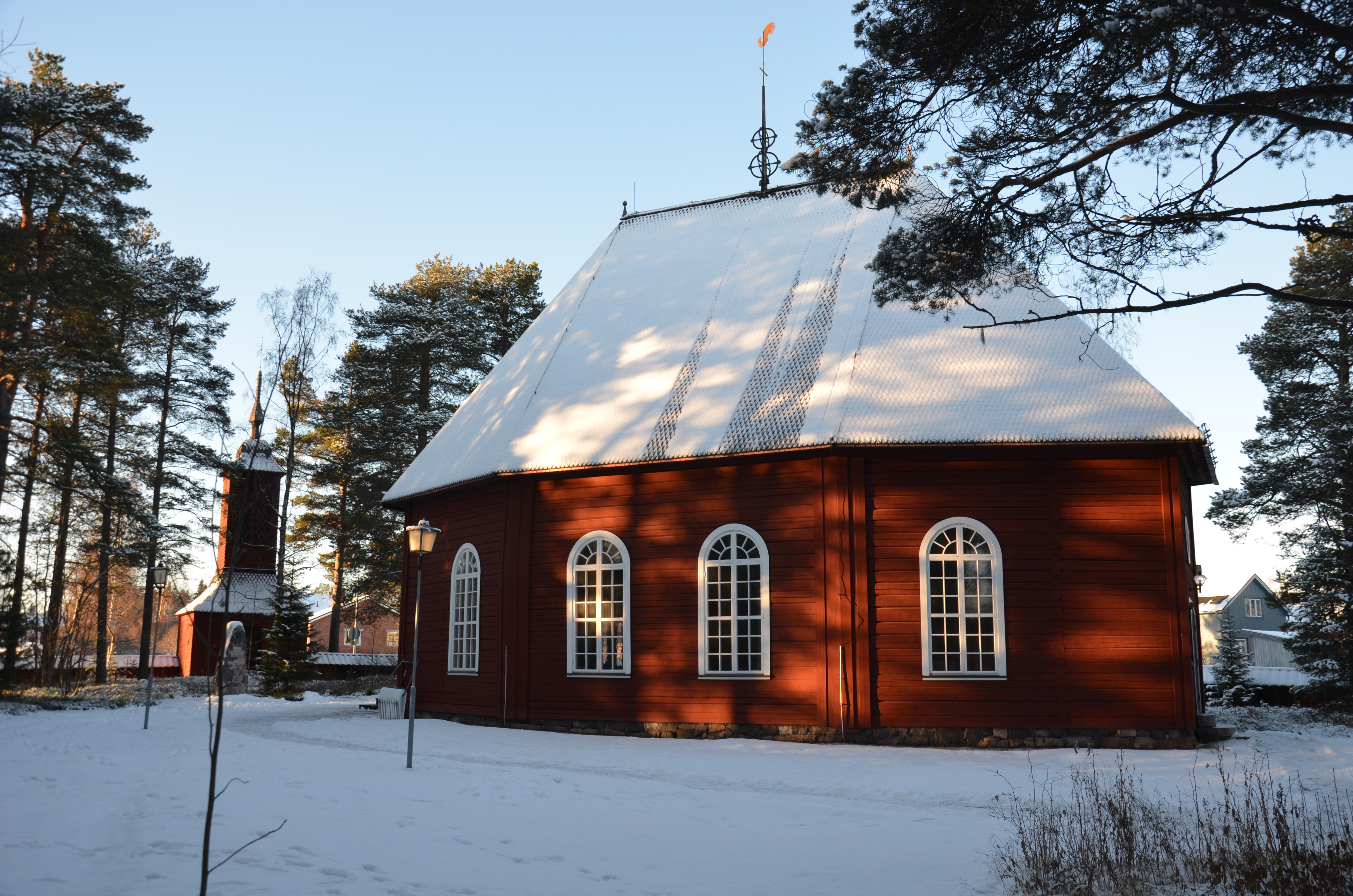
Die Alte Kirche von Süden

Die Alte Kirche ist eine evangelisch-lutherische Fachwerkkirche im nordschwedischen Jokkmokk. Die Kirchengemeinde Jokkmokk gehört zum Bistum Luleå der Schwedischen Kirche.

## Geschichte
Die Kirche wurde ursprünglich 1753 erbaut. 1972 brannte sie vollständig nieder. Nach dem Brand wurde die Kirche wieder aufgebaut, außen als Rekonstruktion des Vorgängerbaus, innen modern in den Farben der samischen Tracht Rot, Gelb und Blau gestaltet.
Im Februar 1945 fand in der Kirche die konstituierende Versammlung der samischen Kulturorganisation Same Ätman, Sällskapet Lapska Odlingens Framtid statt, die später unter dem Vorsitz von Bischof Bengt Jonzon in Same Ätnam Riksförbundet Same Ätnam umbenannt wurde.

## Gebäude
Das Gebäude ist ein Fachwerkbau in Form eines langgestreckten Achtecks mit Walmdach. Die Fassade ist rot, mit weißen Sprossenfenstern gestrichen. Um die Kirche herum wurde eine Mauer im Stil des 19. Jahrhunderts errichtet. Die Kirche wurde 1976 neu eingeweiht.
Der Kirchenraum verfügt über Holzböden, braune Holzwände und eine Gewölbedecke mit hellgrau gestrichenen Holzvertäfelungen. Die Kreuze, Kronleuchter und Tafeln für die Liednummern stammen noch aus der abgebrannten Vorgängerkirche.

## Galerie

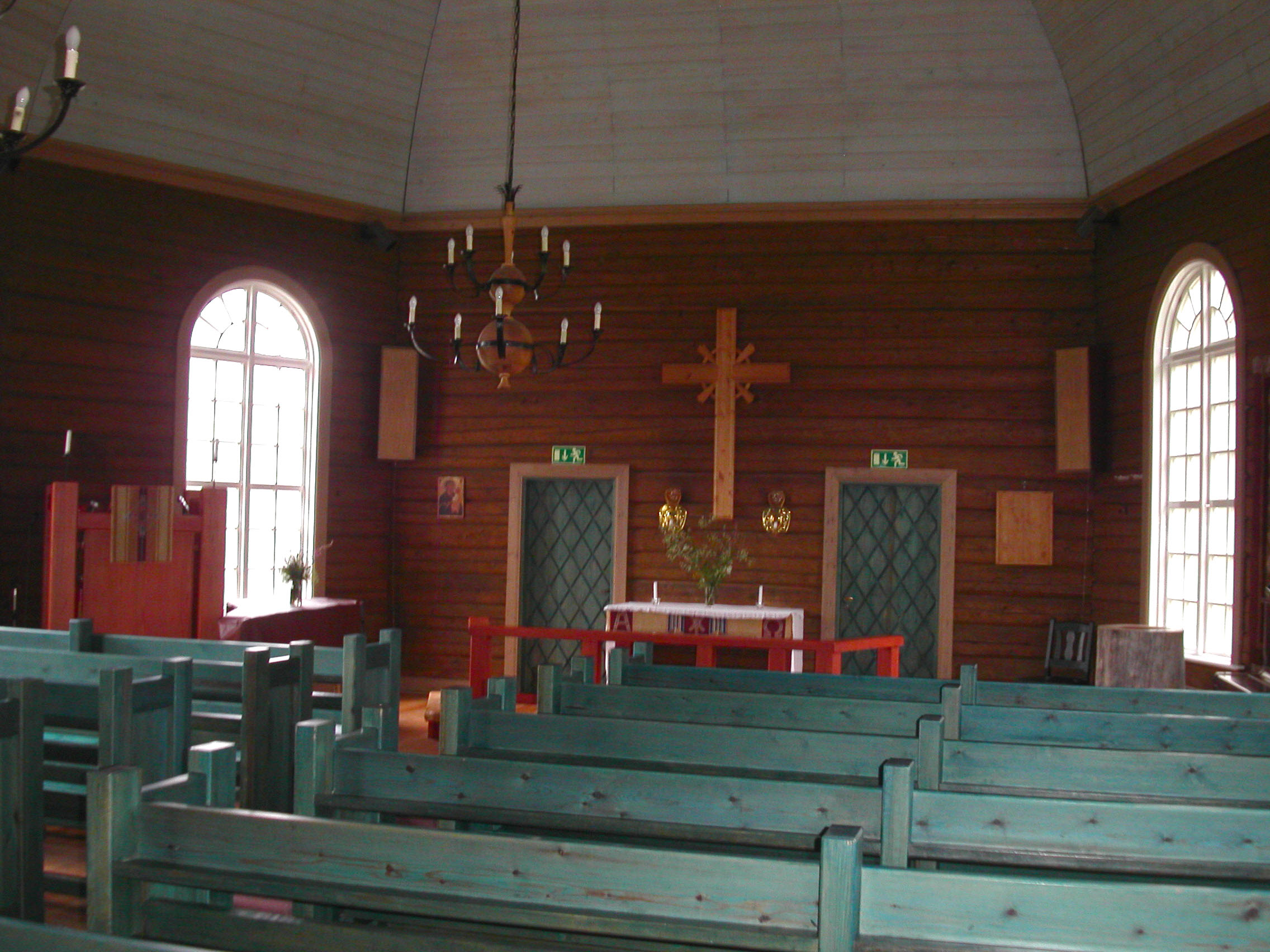
Innenansicht
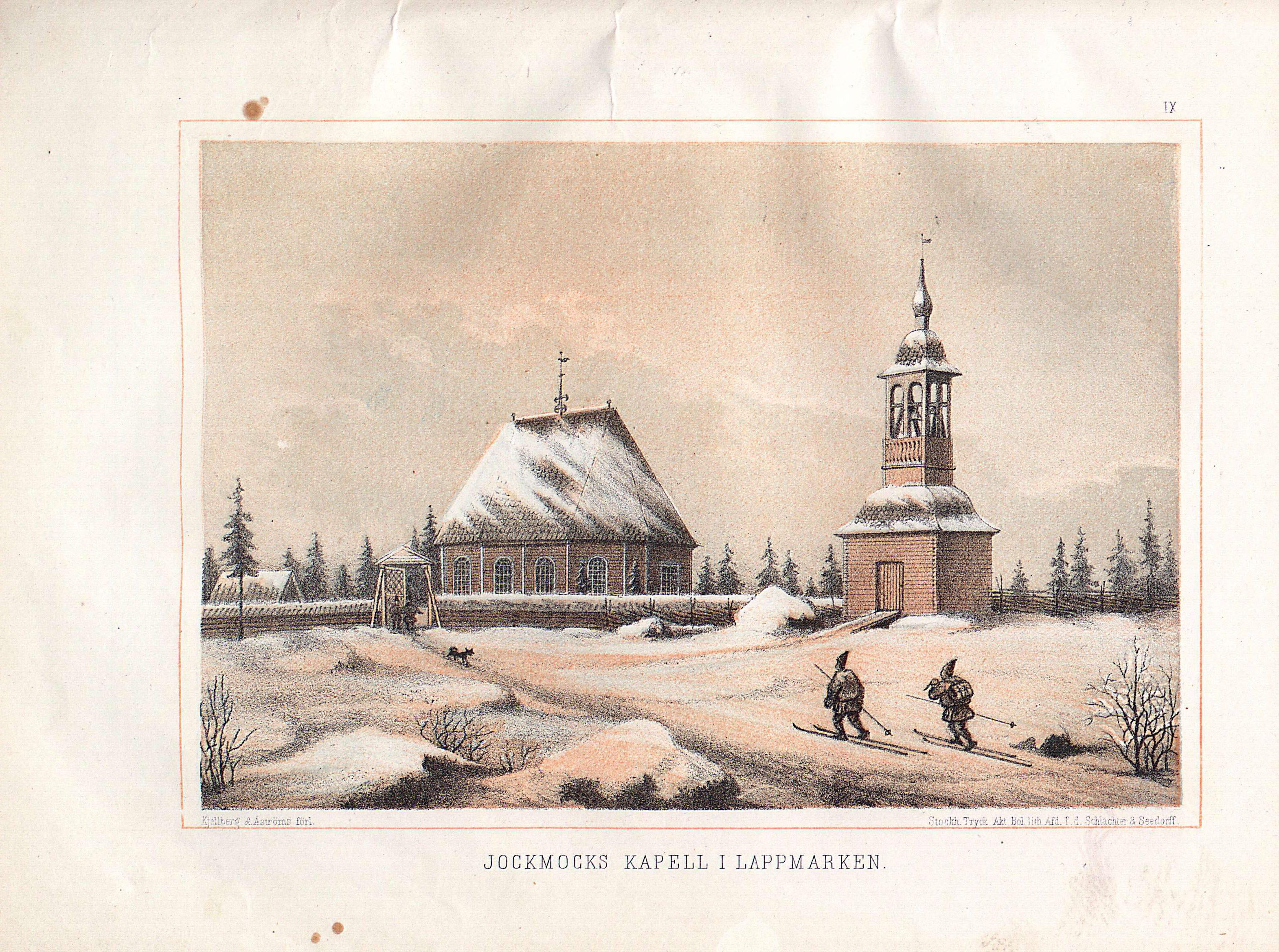
Farblithografie des Vorgängerbaus (1874)
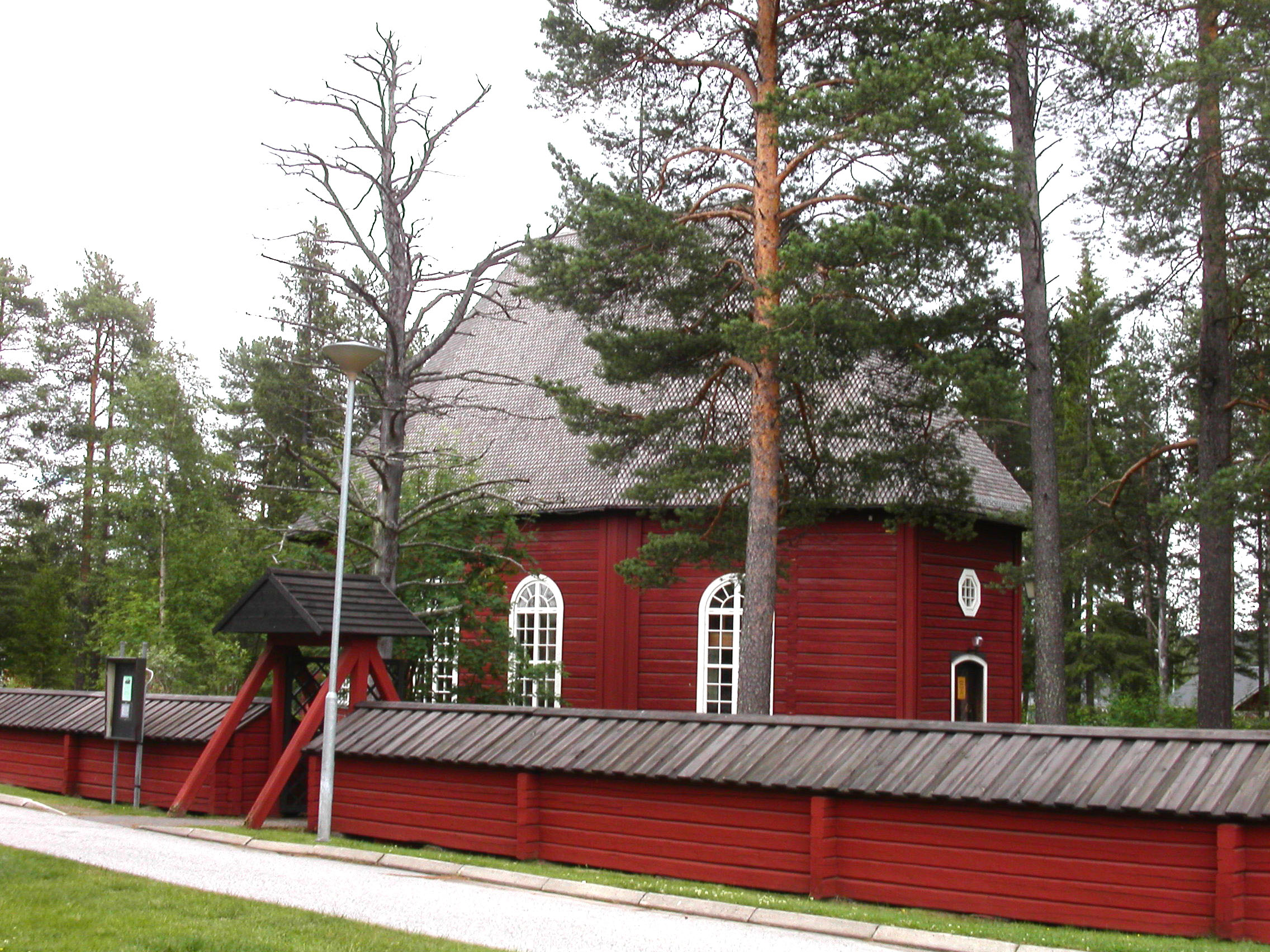
Nordeingang
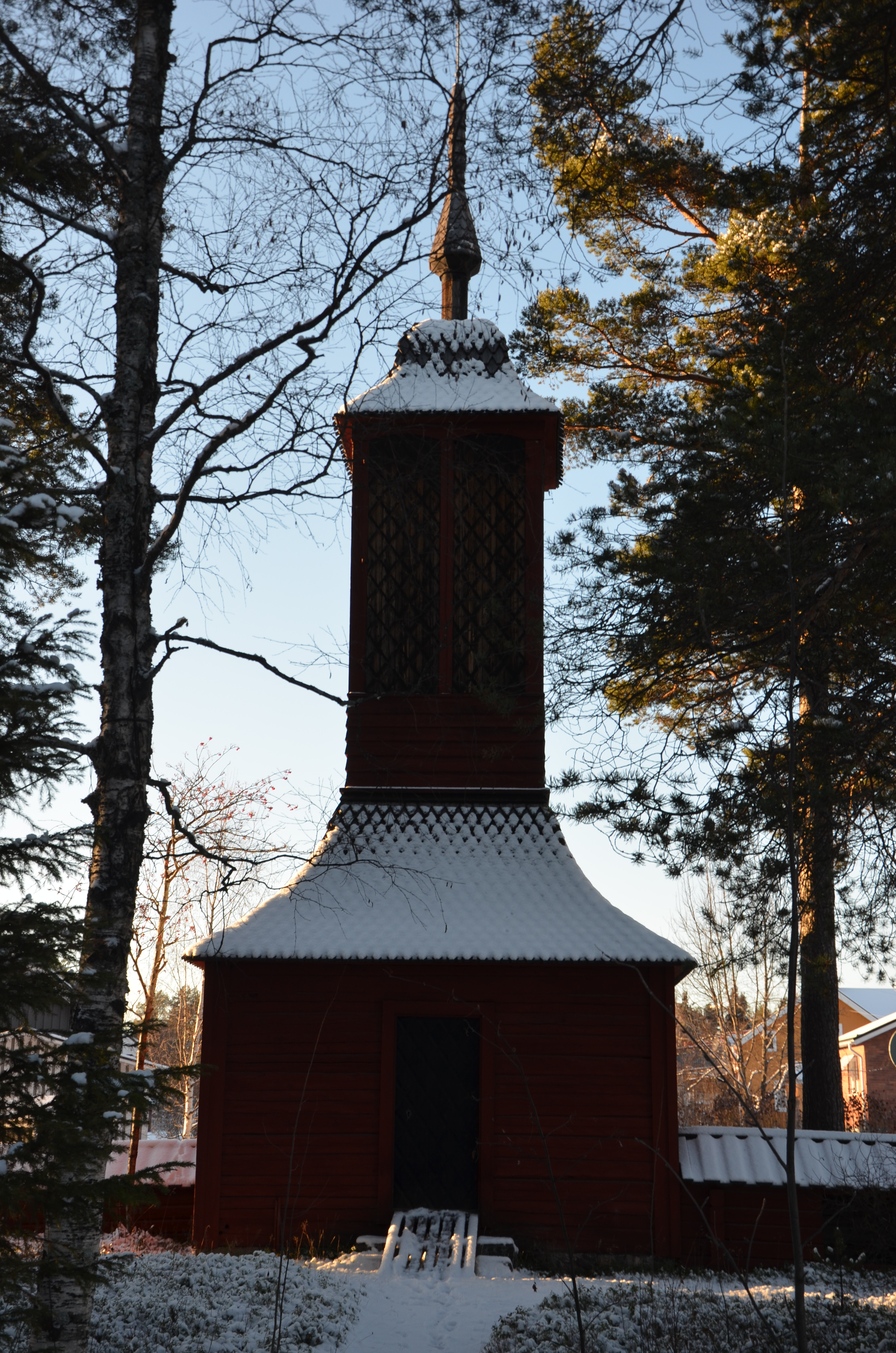
Glockenturm